# 大日本印刷
大日本印刷株式会社（だいにっぽんいんさつ、英: Dai Nippon Printing Co., Ltd.、略称 DNP）は、日本の総合印刷会社。国内印刷業界2強（TOPPANと同社）の一角。東京証券取引所プライム市場上場。日経平均株価およびJPX日経インデックス400の構成銘柄の一つ。
企業理念「DNPグループは、人と社会をつなぎ、新しい価値を提供する」
事業ビジョン「P&Iイノベーションにより、4つの成長領域を軸に事業を拡げていく」
ブランドステートメント「未来のあたりまえをつくる」

## 概要
本社は東京都新宿区市谷加賀町。

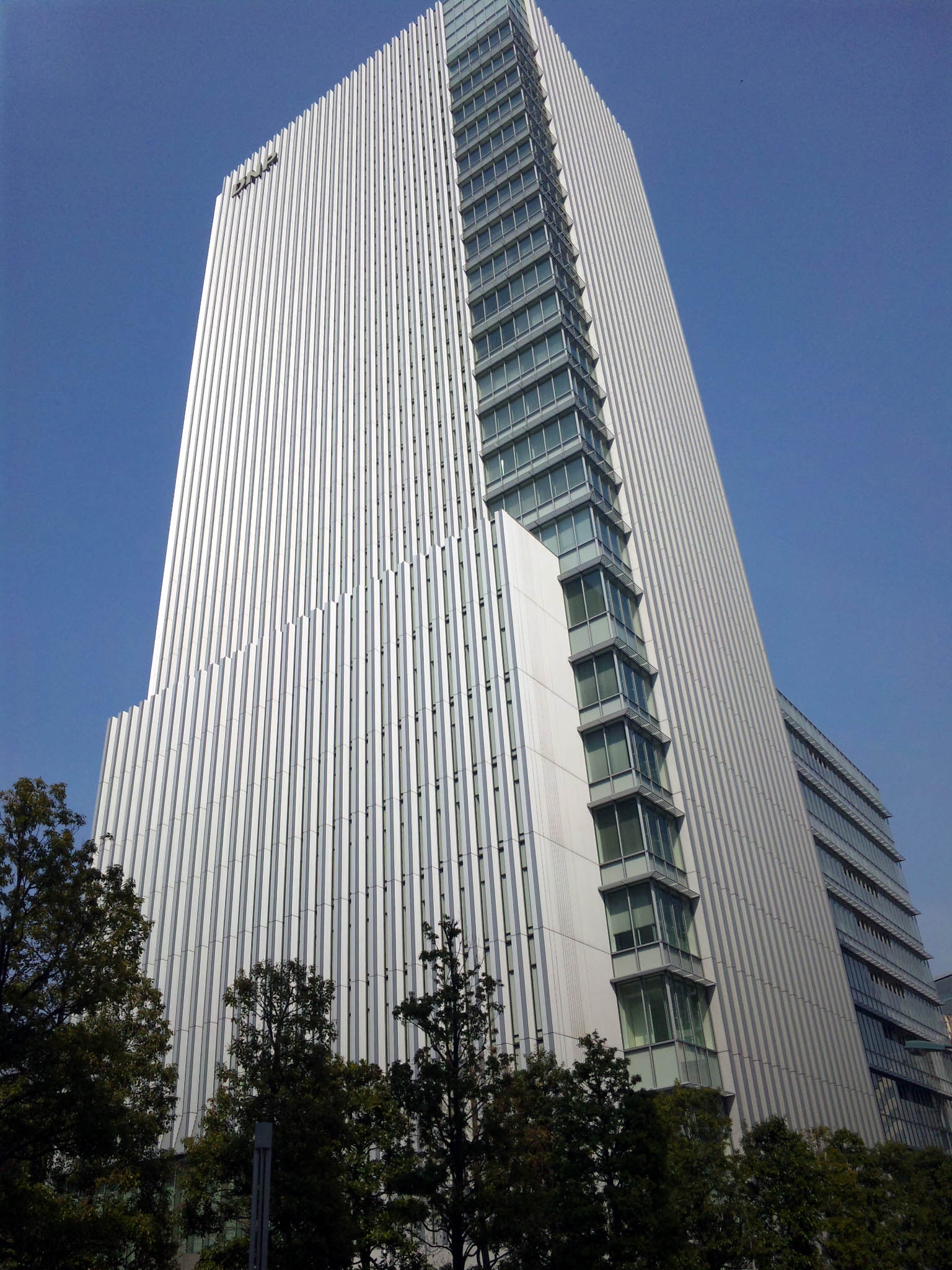
DNP五反田ビル（東京都品川区西五反田）

1876年（明治9年）の創業以来の印刷技術と情報技術を強みとして、1950年代より他分野進出「拡印刷」事業を展開し、建材分野へ進出したのに始まって、情報産業や生活産業のほか、ディスプレイや電子デバイスなどのエレクトロニクス分野にも進出し、世界トップシェアを獲得している製品もある。最近では、環境、エネルギー、ライフサイエンス分野にも事業を拡大している。
拠点は日本を中心にアメリカ全土やロンドン、パリ、オランダ、上海、台湾、シンガポール、シドニーなど全世界に広がる。

### 主な事業部門と製品
- 情報コミュニケーション部門 - 印刷・加工、認証・セキュリティ、マーケティング・プロモーション、BPO・業務効率化、決済・EC、企業コミュニケーション、出版・電子出版・教育、メディア企画、フォト・イメージング
- 生活・産業部門 - 食品・飲料向け包装材、生活用品向け包装材、生活空間、モビリティ、ヘルスケア・ライフサイエンス
- エレクトロニクス部門 - 機能性フィルム、産業部材・資材、ディスプレイ部品・部材、精密機器部品・部材
- 清涼飲料部門 - 炭酸飲料、非炭酸飲料など

### 一般生活者向けの主なウェブコンテンツ
- レシーピ! - レシート読み取り対応のスマートフォン向け無料家計簿アプリ。
- honto - 電子書籍と紙の書籍、両方を販売するハイブリッド型総合書店。
- アートスケープ - 1995年に開設した「Museum Information Japan（MIJ）」と、インターネット'96ワールドエキスポへの出展サイト「network museum & magazine project（nmp）」を統合してスタートした「美術館・博物館と生活者を結ぶメディア」。1998年11月16日号から、artscapeに名称変更された。
- DNP文化振興財団 - ギンザ・グラフィック・ギャラリー（ggg）／dddギャラリー／現代グラフィック・アートセンター（CCGA）の紹介。
- 丸善&ジュンク堂書店 - 丸善、ジュンク堂書店の店舗案内、在庫検索など。
- FUN'S PROJECT - クリエイター共創サービス。クリエイター向け教育コンテンツ配信、カスタマイズECサイト　他。

### 社外からの評価
- 2024年11月 - 第25回グリーン購入大賞「大賞」
- 2024年11月 - PRIDE指標「ゴールド」
- 2024年3月 - サプライヤー・エンゲージメント評価「リーダー・ボード」
- 2024年2月 - 第5回「ESGファイナンス・アワード・ジャパン：環境サステナブル企業部門」において銅賞
- 2023年6月 - 「デジタルトランスフォーメーション銘柄（DX銘柄）2023」に選定
- 2022年12月 - 「Cyber Index Awards（サイバー・インデックス・アワーズ）2022」で特別賞を受賞
- 2022年3月 - 「なでしこ銘柄」に選定
- 2019年4月 - 「攻めのIT経営銘柄2019」に選定
- 2019年2月 - 第28回地球環境大賞「大賞」受賞
- 2018年5月 - 「IT経営注目企業2018」に選定
- 2018年2月 - 「健康経営優良法人2017」に認定
- 2016年12月 - 「第9回ワークライフバランス大賞」を受賞
- 2015年10月 - 「メセナアワード2015」の大賞を受賞

DNPは国内外のSRIインデックスに組み入れられている。
- Dow Jones Sustainability Indexes
- FTSE4Good
- Ethibel Investment Register
- モーニングスター社会的責任投資株価指数
- Sustainable Asset Management

### 前身

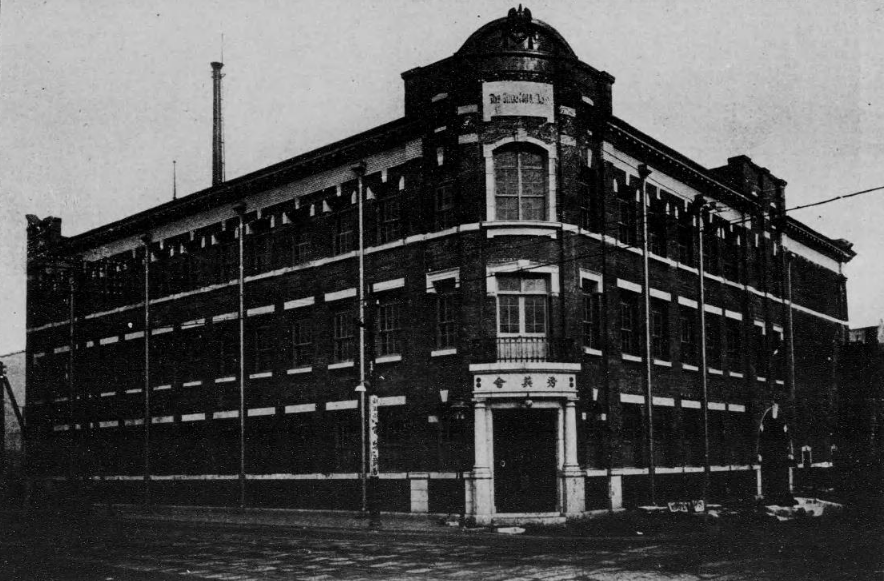
秀英舎。1915年頃

大日本印刷の前身は1876年（明治9年）10月9日に創立した秀英舎である。1935年（昭和10年）2月26日に日清印刷と合併し、大日本印刷となった。その後も日本精版の吸収合併、弘益印刷や北日本印刷の買収などにより全国規模に拡大した。
秀英舎は佐久間貞一を中心に宏仏海（曹洞宗僧侶で『明教新誌』社主兼印刷人、1838－1901）、大内青巒、保田久成（佐久間の義兄）が共同出資して、活版での印刷会社として東京京橋の弥左衛門町に創立した。社名の名付け親は勝海舟で、「英国よりもすぐれた技術を身につけよ」との思いから命名された。佐久間が大教院の教会新聞発行を引き継ぎ、その印刷のために活版所を買い取ったのが由来である。秀英舎は主に新聞印刷や、中村正直の「西国立志編」の活版による再版などに代表される書物の印刷会社として発展した。
日清印刷は東京専門学校（後の早稲田大学）の印刷所として創立した。しかし、一般の印刷も引き受けるようになり、1907年（明治40年）に会社組織をつくり、工場も設置したのである。創立に関わったのは高田早苗らであった。1913年（大正2年）のオフセット印刷など、積極的な技術開発も試みた。

## 沿革
- 1876年（明治9年） - 前身の秀英舎創立。
- 1881年（明治14年） - 活字の自家鋳造を始める。翌年製文堂を創設し、活字販売を開始。
- 1886年（明治19年） - 市ヶ谷に約5,000坪の土地を入手し工場建設（新宿区における印刷工場の先駆け）[7]。
- 1907年（明治40年） - 高田早苗が榎町の 500 坪の敷地に早稲田大学出版部用の印刷工場「日清印刷」設立。秀英舎の技術者がかなり入って同社を盛り立てた[7]。
- 1935年（昭和10年） - 秀英舎と日清印刷が合併、社名を大日本印刷へ変更。
- 1948年（昭和23年） - 活字パントグラフ（ベントン母型彫刻機）を導入。活字母型製造の機械化。
- 1949年（昭和24年） - 東京証券取引所に上場。
- 1955年（昭和30年） -『広辞苑』第1版を印刷。
- 1956年（昭和31年） - 出版社による初の週刊誌『週刊新潮』創刊号を印刷。
- 1957年（昭和32年） - 大阪証券取引所に上場（2012年〈平成24年〉1月2日上場廃止）。
- 1959年（昭和34年） -『週刊少年マガジン』『週刊少年サンデー』創刊、印刷を受注。
- 1963年（昭和38年） - 北海道コカ・コーラボトリングを設立。
- 1972年（昭和42年） - シーティーエス大日本（DNPコミュニケーションデザインの前身の一つ）設立。大型汎用コンピュータによる組版電算写植の実用化。
- 1986年（昭和61年） - 銀座営業所（活字販売所）跡にギンザ・グラフィック・ギャラリー（ggg）開設。
- 1994年（平成6年） - 公式ウェブサイト開設。
- 1998年（平成10年） - 台灣大日本印刷股份有限公司を設立。
- 2001年（平成13年） - DNPグループ21世紀ビジョンを策定。
- 2002年（平成14年）6月 - フォトマスク事業でSTマイクロエレクトロニクス社（スイス）と提携。合弁会社 DNPフォトマスクヨーロッパをイタリアに設立。
- 2003年（平成15年） - 市谷工場での活版印刷を終了。金属組版部門（1月）、活字鋳造部門（3月）を解散。
- 2006年（平成18年）
  - 1月 - コニカミノルタホールディングス（現・コニカミノルタ）の証明写真事業等を買収。
  - 9月 - DNP五反田ビルが完成（地上25階／地下2階、高さ118m）。
- 2007年（平成19年） - 図書館流通センターと業務提携・資本提携。
- 2008年（平成20年）
  - 7月 - DNP文化振興財団を設立。
  - 8月 - 丸善の株式を取得し連結子会社化。
- 2009年（平成21年）
  - 3月 - ジュンク堂書店の株式を取得し連結子会社化。
  - 11月 - DTP向けに秀英体ファミリーの一般販売を開始。秀英明朝Lをモリサワから発売。
  - 11月 - 大口製本印刷を連結子会社化。
- 2010年（平成22年）
  - 2月 - 図書館流通センターと丸善を統合しCHIグループ（現・丸善CHIホールディングス）を設立。
  - 4月 - インテリジェント ウェイブの株式を取得し連結子会社化。
  - 5月 - 文教堂グループホールディングスの株式を取得し連結子会社化。
  - 9月 - 迪文普企業諮詢（上海）有限公司を設立。
  - 10月 - 株式会社DNPオフセットと株式会社DNP製本を経営統合し、株式会社DNP書籍ファクトリーを設立。
  - 11月 - hontoを開設
- 2011年（平成23年）
  - 2月 - ジュンク堂書店と雄松堂書店をCHIグループに経営統合。
- 2012年（平成24年）
  - 1月 - 市谷地区再開発1期棟「南館」完成。
  - 4月 - DNPベトナム設立。
  - 7月 - DNP IMSマレーシア（現・DNPイメージングコムアジア）設立。
  - 8月 - 日本ユニシス（現・BIPROGY）の株式を取得し、持分法適用関連会社化。
- 2013年（平成25年）8月 - DNPタイ設立。
- 2014年（平成26年）
  - 3月 - 株式会社主婦の友社の株式を追加取得し連結子会社化。
  - 6月 - 日本の企業として初の企業名型gTLD「.dnp」の運用を開始[8]。
  - 7月 - 株式会社DNP北海道、株式会社DNP東北、株式会社DNP中部、株式会社DNP西日本の4社を会社分割し、営業部門を当社に統合。
  - 10月 - DNPすまいみらい研究所設立。
- 2015年（平成27年）
  - 8月 - 田村プラスチック製品株式会社の株式を取得し、DNP田村プラスチック株式会社として連結子会社化。DNP市谷加賀町ビルが完成（地上25階／地下4階、高さ125m）[9]。
- 2016年（平成28年）
  - 1月 - 市谷地区再開発「DNP市谷鷹匠町ビル」完成。
  - 3月 - インドネシアのWahyu Kartumasindo Internationalと共同でICカード発行の合弁会社PT.Wahyu DNP Bureauを設立。
  - 10月 - 株式会社DNPメディアクリエイト、株式会社DNPデジタルコム、株式会社DNP映像センターを統合し、株式会社DNPコミュニケーションデザインを設立。
  - 11月1日 - DNPマルチペイメイトサービスでLuLuCaを先行導入。
- 2017年（平成29年）
  - 2月 - 株式会社DNPデジタルソリューションズを設立。
  - 2月10日 - DNPマルチペイメイトサービスを開始。
- 2018年（平成30年）4月 - SIG Combiblocグループ（スイス）との合弁で新会社DNP・SIG Combiblocを設立。
- 2020年（令和2年）3月 - 株式会社JTBプランニングネットワークの株式を取得し、株式会社DNPプランニングネットワークとして連結子会社化。
- 2021年（令和3年）3月 - リチウムイオン電池部材の工場を鶴瀬工場内に開設。
- 2022年（令和4年）4月 - 東京証券取引所プライム市場へ移行。
- 2023年（令和5年）
  - 1月 - 株式会社DNPコアライズを設立。
  - 2月 - 市谷地区の再開発、「DNP市谷加賀町第3ビル」が完成。
  - 4月 - SCIVAX株式会社と合弁で、ナノインプリントソリューションズ株式会社を設立。
  - 5月 - シミックCMO株式会社の株式を取得し、連結子会社化[10]。

## 歴代社長
| 代数  | 氏名         | 出身校                   |
| ----- | ------------ | ------------------------ |
| 初代  | 増田義一     | 東京専門学校政治科       |
| 第2代 | 青木弘       | なし                     |
| 第3代 | 佐久間長吉郎 | 東京帝国大学法学部経済科 |
| 第4代 | 北島織衛     | 東京帝国大学法学部英法科 |
| 第5代 | 北島義俊     | 慶應義塾大学経済学部     |
| 第6代 | 北島義斉     | 慶應義塾大学経済学部     |

## 特徴

### M&A
近年は、既存事業に関連する会社を中心としてM&Aを積極的に行い、規模を拡大している。

#### 証明写真事業等
2006年（平成18年）10月、コニカミノルタホールディングス（現・コニカミノルタ）が写真フィルム・印画紙事業から撤退したことに伴い、これらの事業を譲り受けた。現在は子会社のDNPフォトイメージングジャパンを中心として同事業を行っている。

#### 教育・出版流通事業
2008年（平成20年）に丸善、ジュンク堂書店、図書館流通センターを次々に子会社化した。また、2009年（平成21年）には新古書店最大手ブックオフコーポレーションに出資し持分法適用関連会社とした。その他、2009年（平成21年）に出版社の主婦の友社を持分法適用関連会社に（2014年（平成26年）に連結子会社化）、2010年（平成22年）には文教堂グループホールディングス、洋書販売の雄松堂書店（2016年（平成28年）2月に丸善が合併し、現・丸善雄松堂）を相次いで連結子会社化するなど、出版流通業界再編のキーマンになりつつある。
2010年（平成22年）2月には子会社の丸善、図書館流通センターを統合し、CHIグループ（現・丸善CHIホールディングス）を設立した。また、同じく子会社のジュンク堂書店及び雄松堂書店についても、2011年（平成23年）2月にCHIグループに参加させた。
2010年（平成22年）11月、CHIグループと共同で国内最大級のハイブリッド型総合書店「honto」を開設した。コミックから文芸・ノンフィクション、ビジネス書など、数多くのジャンルの本を取り揃え、PC・iPhone（iPod touch含む）・iPad・ドコモスマートフォン・ドコモのブックリーダーに対応している。一般書籍向けに提供する電子書籍閲覧用ソフトhonto BOOKは、電子書籍の標準的なフォーマットへの対応に加え、画像系電子書籍に対応する大日本印刷独自の「Image Viewer」を内蔵。コミックについては専用の閲覧用ソフトhonto COMICを利用する。hontoは、2011年（平成23年）1月よりNTTドコモとの共同出資会社2Dfactoで運営している。

#### 日本ユニシスとの業務提携
2012年（平成24年）8月、三井物産が保有する日本ユニシスの普通株式の一部20,726,410株（発行済株式総数の約18.90%、議決権割合 約22.08%）を取得し、日本ユニシスを持分法適用関連会社とした。急速に拡大するIT社会に対応するため、幅広いITリソース・ノウハウの強化が重要として、IT基盤の整備・強化の観点から総合的に検討した結果、三井物産の保有する日本ユニシスの普通株式を取得し、日本ユニシスとの間で業務提携を行うことが企業価値向上に資すると判断したもの。

### 秀英体
過去には活字供給を手掛け、その書体は前身・秀英舎の名から秀英体（秀英型）と呼ばれる。活字の二大潮流として東京築地活版製造所による築地体と並び称され、ポイント制活字、ベントン母型といった変革を経て、写植書体やビットマップフォント、アウトラインフォント、OpenTypeフォントとして覆刻・改刻され、使用され続けている。
秀英舎の創業当時、印刷局と築地活版から活字を購入していたが、1881年（明治14年）、保田久成の創案のもと、字母（父型）を購入し活字の自家鋳造を開始、さらに1882年（明治15年）、山下町に製文堂を設置、それを本格化させた。
秀英体という呼称には製文堂が整備した号数活字の書体に加えてポイント活字として新規開発された数種の書体、戦後ベントン向けに開発された書体の二種が該当する。前者は、さらに初から四、六号の系と五号の系とに分類でき、前者は製文堂で開発された書体、後者は築地活版の明治10年代から20年代の五号活字をうけ、印刷局のかなを混合するなどして調整した書体であった。
父型の開発を始めたのが1890年代半ばであった。まず四号の開発から始まり、明治30年中葉に大体の完成を見せるが、開発は大正にまで及んだ。五号以外の初号から六号は、築地活版の活字をうけつつも、自社独自の風の書体であった。五号の系は1902年（明治35年）ごろ、新活字に改まった。
号数活字はサイズごとに書体が全て異なっていた。また二号から六号までには太かながあった。秀英舎の活字書体は、明朝体のラインナップがよく知られるが、そのほかにも、電気版などの図版、罫、ゴシックや隷行草などから髭文字などの雑書体の開発もなされていた。電気版は日露戦争の号外などで用いられ、雑書体は明治後期から第二次世界大戦前まで盛んに開発されていた。
明治終期に築地活版がポイント活字を提唱したのをうけ、ポイント活字の開発を行った同社は、外注などで号数を相当するサイズにほぼそのまま鋳込んだほかに、新設のサイズに書体を新しく作った。1948年（昭和23年）から60年後半に、四号・13ポイント活字を基にA1書体と呼ばれるベントンやパンチなどの機械式活字母型彫刻機向けの本文書体が新作された。
写植書体として、写研から初号活字を覆刻した「秀英明朝（SHM）」が発売されたほか（1981年〈昭和56年〉）、モリサワから「秀英3号」、「秀英5号」のファミリーが発売された（モリサワの書体はコンピュータ・フォントとしても発売されている）。戦後のベントン書体は大日本印刷の印刷物に幅広く用いられ、大日本で印刷を続けていた印刷物を電子化する際に書体も大日本のものを合わせた。慣れた書体を使いたいという要望から電子書籍のソフトウェアに搭載したりするなどの展開が見られる。またディスプレイ向けに低解像度用の書体も開発されている。
2007年（平成19年）に「平成の大改刻」と称して、本文用の明朝3書体のリニューアル、見出し用書体「秀英初号明朝」のデジタル化に取り組んだ。2009年（平成21年）に「秀英明朝L」をモリサワから発売して以降、秀英体ファミリーが順次発売された。現在はモリサワの他に、フォントワークス、Adobe Fonts、Monotype社MyFontsからも提供・販売されている。

### DNPenguin
事業内容は多岐にわたっているが、一般に社名から「印刷物を作る会社」とイメージされていることが多かった。電子書籍ストアなど生活者に提供するサービスが育ってきたこともあり、DNPのことを知ってもらう機会をつくることが課題となっていた。社外への情報発信と社内を盛り上げることを目的として、社名のDとNとPの3つの文字からできているDNPenguin（ディー エヌ ペンギン）というオリジナルキャラクターを開発（キャラクター企画は佐藤雅彦）。
2012年5月から新聞・テレビ・駅・デジタルサイネージなどさまざまなメディアに登場し、DNPの 広報活動の情報発信をしている。

### 日本人最高の報酬
2010年（平成22年）3月期の有価証券報告書で、在職30年社長の北島義俊の2010年（平成22年）3月期の報酬が7億8700万円だったと明らかになった。同社長は、前社長の北島織衛の長男。この報酬はこれまで明らかになった中では、日本人最高額である。報酬の内訳は、大日本印刷からの基本報酬が7億1000万円で大半を占めた。2010年（平成22年）3月期決算は、最終利益は232億円と、直近ピークの2006年（平成18年）3月期の3分の1程度の水準にとどまっているものの、前2009年（平成21年）3月期の最終赤字からは大幅に回復してはいる。
また、トップと社員（従業員平均年収711万円）の「年収格差」は約100倍と、こちらも日本人トップとの差では最高であった。

## 主な工場
- 榎町工場（東京都 新宿区）
- 王子工場（東京都 北区）
- 小豆沢工場（東京都 板橋区）
- 神谷ソリューションセンター（東京都 北区）
- 高島平ソリューションセンター（東京都 板橋区）
- 札幌工場（北海道 札幌市）
- 北上工場（岩手県 北上市）
- 仙台工場（宮城県 仙台市）
- 泉崎工場（福島県 西白河郡 泉崎村）
- 牛久工場（茨城県 牛久市）
- つくば工場（茨城県 つくば市）
- 宇都宮工場（栃木県 栃木市）
- 柏工場（千葉県 柏市）
- 川口工場（埼玉県 川口市）
- 上福岡工場（埼玉県 ふじみ野市）
- 狭山工場（埼玉県 狭山市）
- 鶴瀬工場（埼玉県 入間郡 三芳町）
- 蕨工場（埼玉県 蕨市）
- 久喜工場（埼玉県 久喜市）
- 白岡工場（埼玉県 白岡市）
- 横浜工場（神奈川県 横浜市）
- 川崎工場（神奈川県 川崎市）
- 小田原工場（神奈川県 小田原市）
- 愛川工場（神奈川県 愛甲郡 愛川町）
- 中津川工場（岐阜県 中津川市）
- 名古屋工場（愛知県 名古屋市）
- 亀山工場（三重県 亀山市）
- 太秦工場（京都府 京都市）
- 吉祥院工場（京都府 京都市）
- 田辺工場（京都府 京田辺市）
- 奈良工場（奈良県 磯城郡 川西町）
- 寝屋川工場（大阪府 寝屋川市）
- 門真工場（大阪府 門真市）
- 小野工場（兵庫県 小野市）
- 姫路工場（兵庫県 姫路市）
- 岡山工場（岡山県 岡山市）
- 三原工場（広島県 三原市）
- 徳島工場（徳島県 徳島市）
- 福岡工場（福岡県 福岡市）
- 筑後工場（福岡県 筑後市）
- 北九州工場（福岡県 北九州市）

## 主な研究所
- 研究開発センター（千葉県 柏市）

## 関係会社
DNPグループは、大日本印刷及び子会社141社、関連会社23社で構成されている。

### 連結子会社

#### 国内
- 丸善CHIホールディングス（55.0％）【TYO: 3159】 - 丸善・図書館流通センターの持株会社
  - 丸善リサーチサービス - 電子書籍の取次及び販売
  - 丸善ジュンク堂書店 - 書籍・雑誌・文具の販売
  - 丸善出版 - 出版
  - 丸善雄松堂 - 書籍・雑誌・文具の販売、西洋稀覯書・学術洋書の輸入販売
  - 図書館流通センター - 図書販売、データ作成
- 北海道コカ・コーラボトリング（59.7％）【TYO: 2573】 - 飲料の製造、販売
- インテリジェント ウェイブ（50.8％）【TYO: 4847】 - 情報システム・ソフトウェアの開発・保守
- DNPアカウンティングサービス - 経理事務代行サービス
- DNPテクノパック - 包装用品の製造。特定子会社
- DNPファインケミカル - ディスプレイ材料､記録材料､電子工業用材料､機能性材料等の設計、開発、製造、販売
- *DNPファインケミカル宇都宮[注釈 1] - 化成品材料、医薬品原薬等の製造、販売
- DNPロジスティクス - 貨物運送・倉庫業、梱包・発送業務
- アセプティック・システム - 包装機械・充填機の製造、販売
- DNP田村プラスチック - 自動車用品・各種プラスチック製品の製造販売
  - 有限会社エヌテック（89.0％） - 金型の製作
- 大口製本印刷 - 製本加工
- サイバーナレッジアカデミー - セキュリティ技術者の訓練、養成
- 相模容器（90.0％） - ラミネートチューブの製造
- DNPファシリティサービス - ビル設備の管理運営、スポーツ・厚生施設運営、警備
  - サンシ興産 - 不動産等の賃貸及び管理
- 大日本商事（94.3％） - 用紙、資材等各種商品の売買
- DNPアイディーシステム - 官庁系ICカード身分証作成機器・材料の販売
- DNPアートコミュニケーションズ - 美術品画像・映像の企画、制作、販売
- DNPイメージングコム - 熱転写用サーマルカーボンリボン、昇華型転写印刷
- DNPエスピーイノベーション - 各種広告宣伝物の企画、製造
- DNPエリオ（50.0％） - 鋼板・アルミプリント等の金属板印刷、加工
- DNPエル・エス・アイ・デザイン - 半導体製造用図面の設計、制作
- DNPエンジニアリング - 印刷・工作機械の製造、販売
- DNPグラフィカ - オフセット印刷・製本
- DNPコアライズ - BPO業務及びBPOコンサルティング業務
- DNP高機能マテリアル - リチウムイオン電池用部材の製造
- DNPコミュニケーションデザイン - 企画・制作・製版・刷版
- DNP四国（97.0％） - 製版・印刷・製本
- DNP書籍ファクトリー - 印刷・製本
- DNP住空間マテリアル販売 - 建材製品の販売
- DNP情報システム - 情報システムの企画、開発
  - DNPメトロシステムズ - 情報システムの設計、開発、運用、保守
- DNP生活空間 - 製版・刷版・印刷・加工
- DNP中部 - 総務・経理事務等代行サービス
- DNPデータテクノ - 各種帳票及びセキュリティ事業関連製品の製造、BPO事業
- DNPデジタルソリューションズ - 情報システムの企画、設計、保守、運営
- DNP東北 - 総務・経理事務等代行サービス
- DNP西日本 - 総務・経理事務等代行サービス
- DNPハイパーテック - ソフトウェア開発・販売
- DNPヒューマンサービス - 人事事務代行サービス
- DNPファインオプトロニクス - 電子精密部品の製造
- DNPフォトイメージングジャパン - 証明写真事業、写真用材料・部品の販売、オリジナルブックの製造・販売
  - DNPホリーホック - フォトスタジオ運営、関連設備サービス
  - Kフォトイメージ - 証明写真機事業
- DNPプランニングネットワーク（95.0％） - 印刷物の企画・制作
- DNPプレシジョンデバイス姫路 -  電子精密部品の製造
- DNP包装 - 充填及び包装加工
- DNP北海道 - 総務・経理事務等代行サービス
- DNPメディア・アート - プリプレス、メディア制作
- DNPメディアサポート（95.0％） - 印刷物の製造・販売
- ディー・ティー・ファインエレクトロニクス（65.0％） - 電子精密部品の製造、販売
- トゥ・ディファクト - ハイブリッド型総合書店「honto」の運営受託
- モバイルブック・ジェーピー（63.8％） - 電子書籍の取次及び販売
- ライフスケープマーケティング（84.0％） - 食品・飲食物の購買・消費等に関する各種情報の調査・収集・提供
- DNP・SIG Combibloc（50.0％） - 飲料及び液体食品向け無菌紙容器及び充填機器の販売

#### 海外
- DNP America,LLC（アメリカ ニューヨーク） - 印刷物・電子精密部品の販売
- DNP Asia Pacific Pte.Ltd.（シンガポール） - 東南アジア・オセアニア地域の統括
- DNP Corporation USA（アメリカ ニューヨーク） - 事業会社への投資
- DNP Denmark A/S（デンマーク カールスルンデ） - 電子精密部品の製造、販売
- DNP Holding USA Corporation（アメリカ デラウェア） - 事業会社への投資
- DNP Imagingcomm America Corporation（アメリカ ノースカロライナ） - 熱転写リボンの加工、販売
- DNP Imagingcomm Asia Sdn. Bhd.（マレーシア ジョホール） - 熱転写リボンの加工、販売
- DNP Imagingcomm Europe B.V.（オランダ ハールレム） - 熱転写リボンの加工、販売
- DNP Photo Imaging Europe SAS（フランス ロワシー） - 写真用材料・部品の販売
- DNP Photo Imaging Russia, LLC（ロシアモスクワ） - フォト関連製品の販売
- DNP Photomask Europe S.p.A（イタリア アグラテ）（80.6％） - 電子精密部品の製造、販売
- DNP Taiwan Co.,Ltd.（台湾 タイペイ） - 電子精密部品の販売
- DNP Vietnam Co.,Ltd.（ベトナム ビンズン） - 包装用品の製造、販売
- PT DNP Indonesia（インドネシア ジャカルタ）（51.0％） - 包装用品の製造、販売
- Colorvision International Inc.（アメリカフロリダ） - アミューズメント施設向け撮影配信システムの運用
- Sharingbox SA（ベルギーブリュッセル） - イベント事業への機能性フォトブースの提供
- Tien Wah Press(Pte.) Ltd.（シンガポール） - 印刷物の製造、販売

### 非連結子会社および持分法非適用関連会社
- ビジュアルジャパン（87.0%） - コンピュータソフトウェア開発・販売・保守。小学館も資本参加。
- エヌビーシー - 印刷物等の発送事務代行業務
- シーピーデザインコンサルティング - 個人情報の保護・危機管理に関するコンサルテーション
- 先端機能画像医療研究センター（51.1%） - 遠隔画像診断サービス事業
- アットテーブル（66.7%） - 食品スーパー等の製造・販促に関する調査、コンサルティング、企画
- DNPテクノリサーチ - 特許関係の調査、契約書の作成
- DNPビジネスパートナーズ - オフィスサービス関連の事務業務
- Dai Nippon Printing (Thailand) Co., Ltd - 包装用品の販売
- DNP Korea Co., Ltd.（大韓民国 ソウル） - 電子精密部品の販売
- 迪文普企業諮詢（上海）有限公司 - 中国市場・事業化の調査他
- 迪文普国際貿易（上海）有限公司 - 印刷物等の販売、フォト関連製品の販売
- 迪文普舒適空間（上海）新材料有限公司 - 印刷物の販売
- 迪文普成像技術（上海）有限公司 - 印刷物の販売
- DNP Singapore Pte. Ltd. - 電子精密部品・建材の販売
- DNP Europa GmbH - 建材・印刷物の販売

### 持分法適用関連会社
- BIPROGY（20.6％）【TYO: 8056】 - コンピュータシステム、ネットワークシステムの開発
- ブックオフグループホールディングス（16.3％）【TYO: 9278】 - グループ会社の経営管理及びそれに付帯する業務
- DICグラフィックス（33.4％） - 印刷インキ等の製造・販売
- 教育出版（48.3％） - 教科書・教材品の編集、販売
- PSP（30.9％） - 病院内システムの企画・研究・開発・販売・保守
- MK Smart Joint Stock Company - カード及びビジネスフォームの製造・販売
- 台灣美日先進光罩股份有限公司（49.9％） - 半導体フォトマスクの製造・販売
- Photronics DNP Mask Corporation Xiamen（中国廈門）（49.9％） - 半導体フォトマスクの製造・販売
- PT. Wahyu DNP Bureau（45.0） - カードの発行サービス

## 不祥事・諸問題
- 1969年（昭和44年）2月12日、同社が内定を出していた大学生に対して採用内定取り消し通知を出した。理由として、その学生がグルーミー（陰気）であったことを上げており、面接時には不適格かと思われたがそれを打ち消す材料が出るかと思い内定を出したが、材料が出なかったため内定を取り消したと述べた。大学生は同社に対して訴訟を起こし、採用内定取り消しの無効、従業員としての地位の確認、慰謝料を求めた。第一審では内定を無名契約とみなし、慰謝料以外の大学生の請求を認める判決を出した。同社は控訴したが、第二審では就労始期付解約権留保付労働契約を認めた。同社は上告するが、7月20日、最高裁は上告を取り消した。
- 1989年から1991年にかけて、旧社会保険庁が発注した、ハガキに貼付するプライバシー保護用の目隠しシールの指名競争入札において、他の指名業者3社とともに談合を行った（社会保険庁シール談合事件）[19](40)。
- 2007年（平成19年）2月21日、同社が扱うJACCSカード会員の個人情報15万件が流出していたことが明らかとなった。警視庁は同社がソフト開発を委託した企業に勤務していた元プログラマを窃盗の容疑で逮捕している。
  - 2007年（平成19年）3月12日、上記と同じ容疑者により、同社が販促用ダイレクトメール業務委託を受けて預かっていた個人情報の一部、43社分の個人情報863万件以上が流出していたことが明らかとなった[20]。
- 2008年（平成20年）10月31日、伊藤ハムは、同社東京工場（千葉県柏市）で製造された商品（ソーセージ）の一部からトルエンが検出された問題で、大日本印刷の関連会社であるDNPテクノパック狭山工場が製造した包装用フィルムにトルエンが残留していたことが原因と発表した[21]。
- 2011年（平成23年）12月5日、DNP C&I事業部で手掛けていたソリューションの 公衆無線LANを用いた情報配信サービス 「connectFree」（コネクトフリー）で[22]、利用者のFacebook、TwitterのアカウントIDやAmazonのアフィリエイトリンクの書き換えを行なっていたことが判明した[23]。このため、「MARUZEN&ジュンク堂書店渋谷店」で提供していたサービス[24]を中止した[25]。
- 2018年、社長の北島義俊が退任し、長男の北島義斉が就任した。この人事に世襲との批判が出ている[26]。
- 2020年、中小企業に支給する持続化給付金について、支給業務を電通から再委託され、金の不透明さが指摘されている[27]。

## 関連人物
- 青木弘 - 大日本印刷社長（1941年〜1943年在任）
- 北島織衛 - 大日本印刷社長（1955年〜1979年在任、青木弘の三男。養子に入った北島家を継ぐ）
  - 北島義俊 - 大日本印刷社長（1979年〜2018年在任、織衛の長男[28]）
    - 北島義斉 - 大日本印刷社長（2018年就任、義俊の息子[29]）
    - 北島元治 - 大日本印刷常務取締役（義俊の息子[29]）

## 関連事業
- サービスデザイン推進協議会、環境共創イニシアチブ - 経済産業省2020年持続化給付金事業や総務省マイナポイント事業等の公共政策ないし公共事業受託に関する、電通等による媒介諸団体。大日本印刷も再々々受託などの形で関わっているが、クローズアップされたサービスデザイン推進協議会経由の持続化給付金事業における外注費などは明らかになっていない[30][31]。
- スマートフェンシング

## CM出演者・提供番組

### CM出演者
現在
- 濱田岳

過去
- 鈴木光

### 提供番組

#### テレビ
地上波の全国ネットは、なし。
- ガリレオX（BSフジ）

#### ラジオ
- INNOVATION WORLD（J-WAVE）
- 村上RADIO（TOKYO FM）

#### 過去

##### テレビ
- 報道ステーション SUNDAY（テレビ朝日系列：2011年10月2日 - 2017年4月2日）
- 情報7daysニュースキャスター（TBS系列：2023年10月 - 2024年3月）
- ワールドビジネスサテライト（テレビ東京系列：2021年4月 - 2024年3月）REALIZE GROUPと隔日交替。